# 袁殊
袁殊（1911年3月29日—1987年11月26日），又名袁学艺、袁军光，曾化名曾达斋，男，湖北蕲春人，中国作家及中国共产党情报人员。

## 生平
袁殊出生于湖北省蕲春县蕲州镇东长街，其父亲袁晓岚是同盟会成员，长期在外参与反清革命。袁殊母亲在上海找到丈夫时发现对方无力支撑家庭，还有了同居的爱人，因此袁殊的教育与生活还是靠母亲及其娘家贾家（在清末出过一任知府，湖北大冶望族）。袁殊的表哥贾伯涛，黄埔军校一期生，在中华民国国军系统内人脉充沛。
1927年16岁的袁殊参加了北伐战争。作为文学青年加入了著名的狂飙社，但收入不足以温饱，稿费不足以生活。1929年袁殊表嫂董曼尼的女同学马景星家庭条件优渥，资助袁殊留学日本东京大学东亚学院读新闻专业。袁殊在留学期间接触到了马克思主义。1931年日元汇率变动，袁殊难以为继、被迫休学回上海，马景星出资伍佰元给他于1931年3月16日开始出版发行四开纸的周刊小报《文艺新闻》，袁殊自任总编辑。袁殊率先顶着白色恐怖、以读者来信的方式公开报道了“左联五烈士”事件，得到中国左翼作家联盟党团书记冯雪峰的好感，争取袁殊为左联工作；袁殊逐渐得到了潘汉年、王莹和夏衍的帮持，《文艺新闻》的稿源质量猛升、发行量陡增。袁殊由此开始左倾，成为中国左翼文化界总同盟成員。1931年6月，袁殊向中国共产党递交了入党申请书。1931年10月，袁殊经潘汉年和王子春介绍加入了中国共产党，开始参加潘汉年情报系统的工作，通过贾伯涛的黄埔人脉进入CC系大将吴醒亚的上海社会局情报小组「干社」。吴醒亚给袁殊的任务是以新声通讯社记者的身份进行情报调查，由此跟中统在上海的骨干丁默村、李士群等交往。由于袁殊又利用自己出色的日语跑涉日新闻，与日本驻上海总领事馆副总领事、毕业于东亚同文书院的岩井英一搭上关系，达成交换情报的约定，并享受日本外务省给的战略情报特费。
随着在上海的中共中央特科反复遭破坏，袁殊与特科失去联系。因遭人举报被捕，说出了上级领导夏衍和王莹。王莹被捕入狱，夏衍也险些落入敌手。袁殊后来由日本关系营救出狱，再找共产党组织，就没有被接受。
1937年袁殊加入了青紅幫。淞沪会战爆发后，上海沦陷。作为上海地面路路通人物，经杜月笙介绍，戴笠亲自邀请他加入重庆国民政府军事委员会调查统计局（军统），成为忠义救国军纵队总指挥。袁殊同时在汪精卫政权内获得职位，任汪政权中国国民党中央委员、中国国民党中央宣传部副部长、江苏省政府教育厅厅长。并进入日本驻上海总领事馆特别调查班（岩井公馆）下属的「兴亚建国运动委员会」负责人，成为总领事岩井英一领导的日本外务省驻沪战略情报系统的一员。成为具有当时中国的各地方势力（中共、国民党、汪精卫政权、青红帮）、日本、苏联的“三国六重间谍”，身兼有当时中国的各地方势力（中共、中统、军统、汪精卫政权、青红帮）、日本、苏联的“三国七重身份”。
1945年10月，袁殊秘密转移到了苏北解放区。1949年，袁殊被李克农调到中央情报部门，负责日美动向的调研工作。1955年，因「潘汉年案」牵连，判刑12年；1967年服刑期满时正值“文化大革命”，又被押8年。1975年5月15日出狱后又被送到武昌大军山的一个农场，进行劳动改造。1980年回到北京。1982年恢复了名誉和党籍。1987年11月26日深夜零时30分在解放军第309医院病逝，享年76歲。死后骨灰被安放在北京八宝山革命公墓。

## 家庭

### 父母
- 袁晓岚，父亲
- 袁贾氏，母亲

### 妻子
- 马景星，后离异
- 端木文琳，后改名王端

### 子女
- 马元曦（袁曦）（1933～2013），长女，马景星所生，美国纽约州立大学英语系比较文学及美国文学博士学位。
- 曾龙，长子，马景星所生
- 曾昭，次女，王端所生
- 曾曜，三女，王端所生
- 曾龙，次子，王端所生
- 曾虎，三子，王端所生

## 相关影视改编
- 伪装者，2015年电视剧
- 谍战深海之惊蛰，2019年电视剧
- 潜伏之赤途，橙光游戏
- 隐形守护者，NewOne Studio制作的真人互动影视体验游戏

## 延伸閱讀
- 《我的父親袁殊：還原五面間諜的真實樣貌》，曾龍 ，獨立作家，2016